# الی نای
اِلی نای (به آلمانی: Elly Ney) (۲۷ سپتامبر ۱۸۸۲ – ۳۱ مارس ۱۹۶۸) نوازندهٔ پیانو و مربی موسیقی اهل آلمان بود.
تمرکز اِلی نای به‌ویژه بر اجرای آثار بتهوون بود.

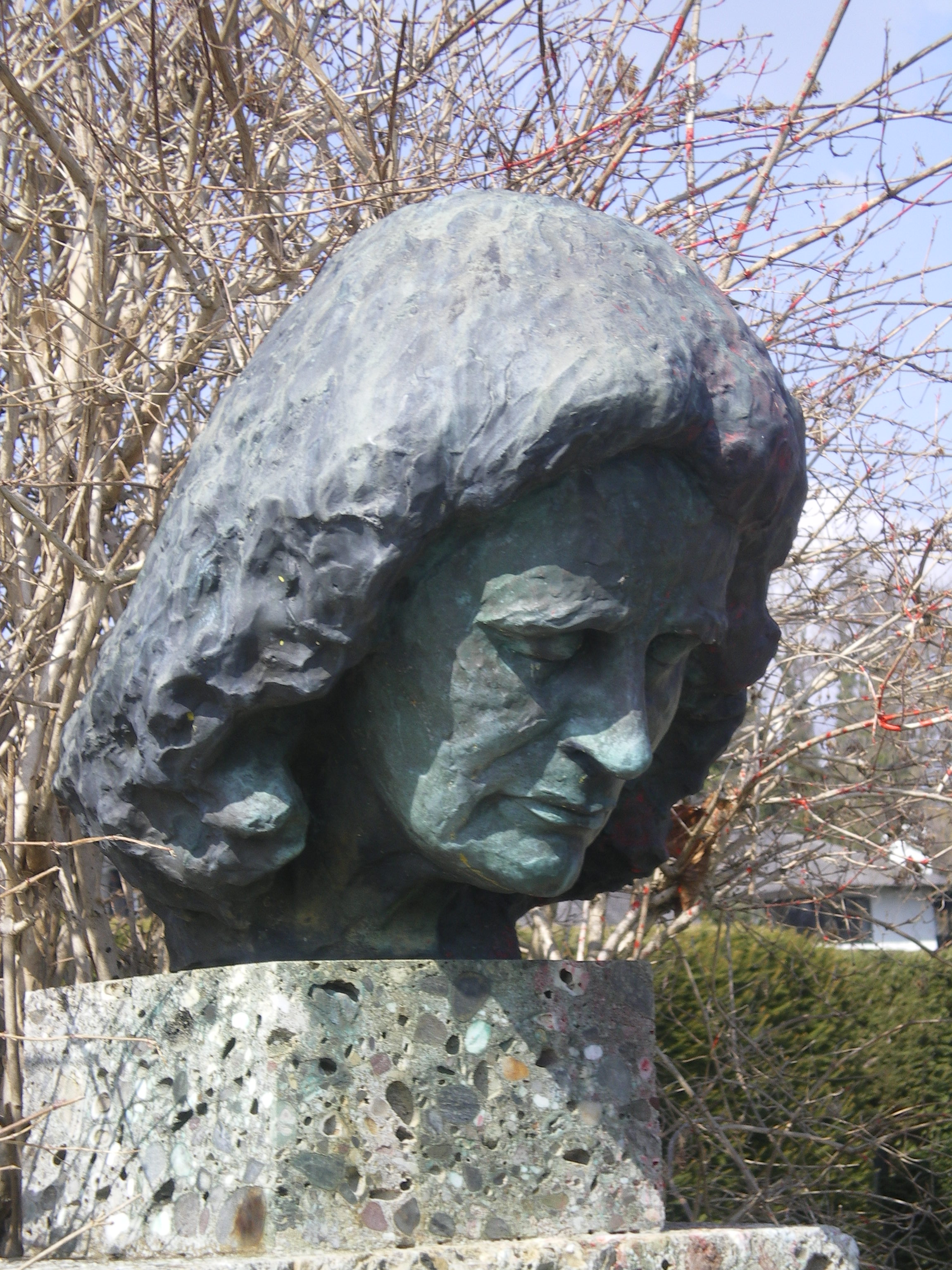
نیم‌تنهٔ اِلی نای

## حرفه
او در دوسلدورف به دنیا آمد، جایی که مادرش مربی موسیقی و پدرش کارمند اداره ثبت بود. مادربزرگش او را با آثار بتهوون آشنا کرد و از نواختن پیانو او حمایت کرد. او در کلن نزد ایزیدور و سیس کارل بوچر تحصیل کرد.